# 苏夫勒奈姆
苏夫勒奈姆（法語：Soufflenheim，法語發音：[suflənaim]）是法国下莱茵省的一个市镇，属于阿格诺-维桑堡区。

## 地名
由于语源问题，该地名“Soufflenheim”拼读方式不符合法语正字法，其标准发音为[suflənaim]，根据实际发音其应译作“苏夫勒奈姆”，《世界地名译名词典》将其纯按法汉译音表误译作“苏夫莱内姆”。

## 地理
苏夫勒奈姆（48°49'47"N, 7°57'47"E）面积13.24 平方千米，位于法国大東部大區下莱茵省，该省份为法国大陆部分最东部的省份，是阿尔萨斯的一部分，今与上莱茵省组成了阿尔萨斯欧洲集体，其南至上莱茵省，西南接孚日省和默尔特-摩泽尔省，西接摩泽尔省，北与德国接壤。
与苏夫勒奈姆接壤的市镇（或旧市镇、城区）包括：德吕瑟奈姆、阿格诺、希赖恩、塞瑟奈姆、伦策奈姆-奥厄奈姆。
苏夫勒奈姆的时区为UTC+01:00、UTC+02:00（夏令时）。

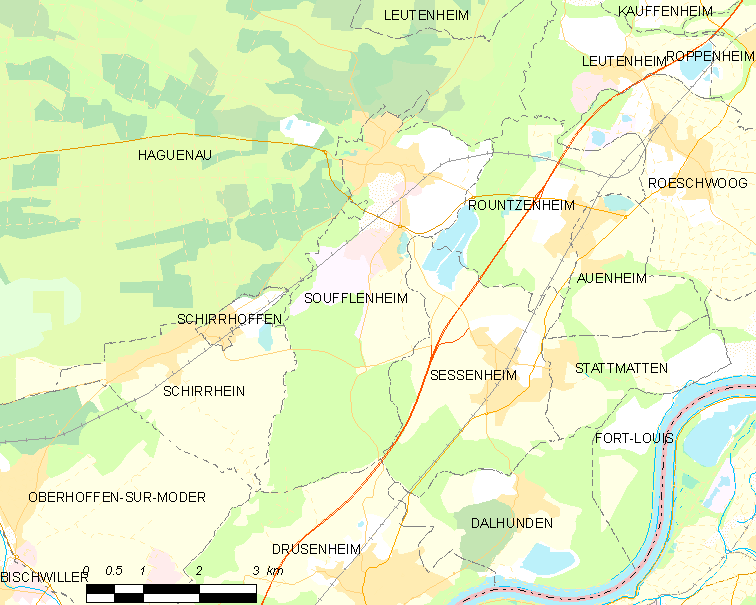
苏夫勒奈姆的OSM定位图

## 行政
苏夫勒奈姆的邮政编码为67620，INSEE市镇编码为67472。

## 政治
苏夫勒奈姆所属的省级选区为比什维莱尔县。

## 人口

1962-2008年间苏夫勒奈姆人口变化图示

苏夫勒奈姆于2022年1月1日时的人口数量为4775人。